# Massey Ferguson
Massey Ferguson Limited je en izmed največjih proizvajalcev traktorjev in kmetijskih strojev na svetu. Trenutno je podjetje del korporacije AGCO. 

## Galerija
- Massey Ferguson 35
- Massey Ferguson MF 3660
- Massey Ferguson 698
- Massey Ferguson kobajn
- Massey Ferguson Super 90 Diesel
- Massey-Harris Clipper Combine c. 1950

## Licenčna proizvodnja
Podjetja, ki imajo oz. so imela licenco za proizvodnjo kmetijskih strojev Massey Ferguson
- AEIG – Aftab Ekbatan Industrial Group, Iran
- Ebro – Španija
- Eicher – Nemčija.
- Farmwell – Šri Lanka.
- GIAD – Sudan
- IMT – Industrija Mašina i Traktora, Srbija
- ITMCo – Iran
- Landini – Italija
- Millat – Pakistan
- Sutcliff
- TAFE – Indija
- TajIran – Iran in Tadžikistan
- Ursus – Poljska
- Uzel – Turčija
- VenIran – Iran in Venezuela
- Zadrugar – Jugoslavija